# Pieter Hendrik van Cittert

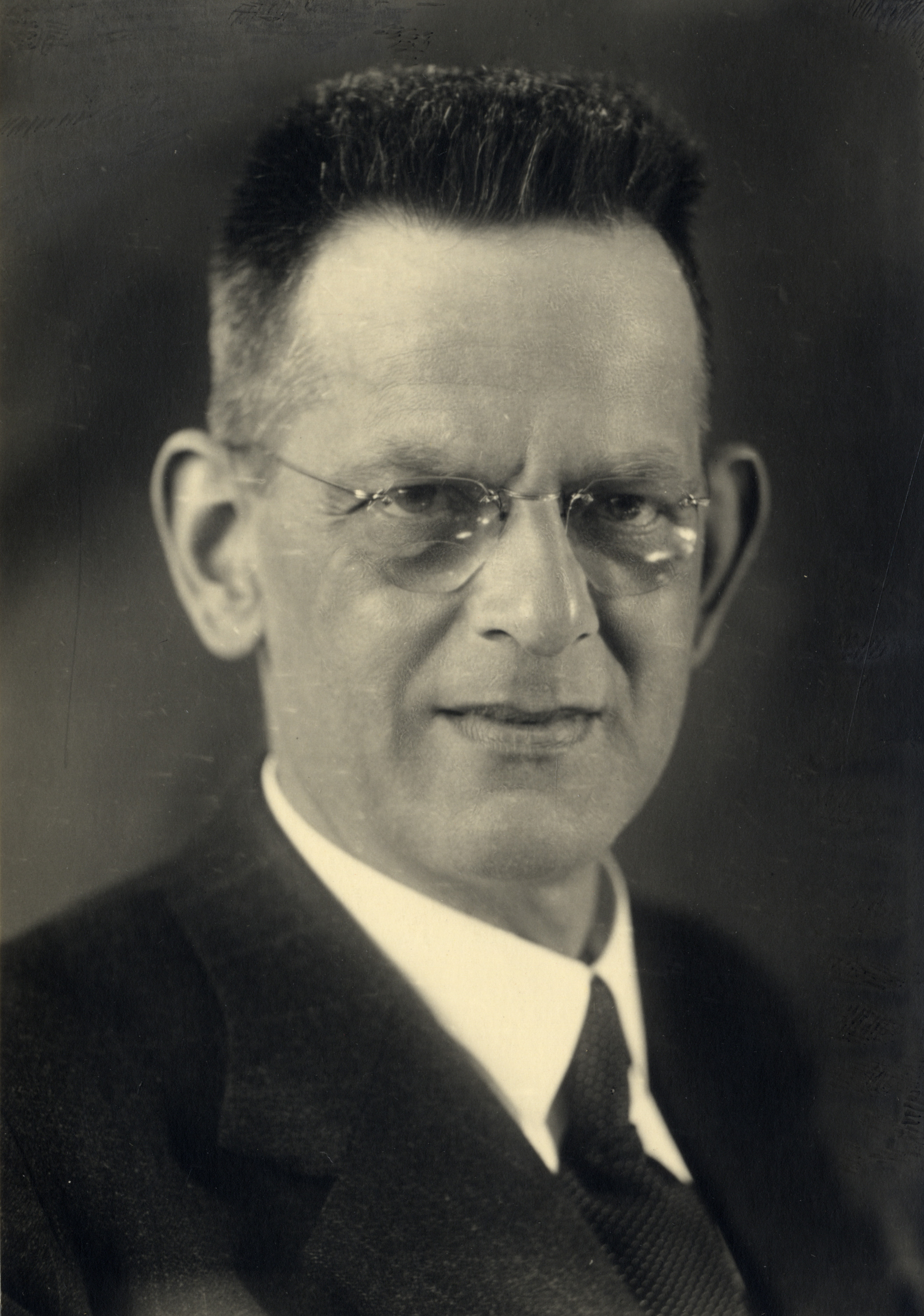
Portret van P.H. van Cittert, 1925–35

Pieter Hendrik van Cittert (* 30. Mai 1889 in Gouda; † 8. Oktober 1959 in Utrecht) war ein niederländischer Physiker und Wissenschaftshistoriker.
Van Cittert studierte in Utrecht und wurde dort 1918 bei Willem Julius (1860–1925) promoviert (das Thema der Dissertation war aus der Sonnen-Spektroskopie). 1916 bis 1950 war er Lehrer an der Höheren Bürgerschule in Utrecht. Daneben war er 1922 bis 1950 Konservator am Physikalischen Labor der Universität Utrecht. 1951 bis 1955 war er Direktor des Universitätsmuseums in Utrecht.
1918 fand er an der Universität Utrecht eine große Zahl physikalischer Experimentiergeräte aus dem Bestand der Naturkundigen Gesellschaft von Utrecht aus dem 18. Jahrhundert, die den Grundbestand des von van Cittert 1928 eingerichteten Universitätsmuseums von Utrecht bildeten. Darunter war auch ein Mikroskop von Antoni van Leeuwenhoek, das er 1935 beschrieb.
Er veröffentlichte über Optik (zum Beispiel Kohärenztheorie) und ist für den Satz von van Cittert und Zernike in der Kohärenztheorie der Optik bekannt, den er 1934 aufstellte. Fritz Zernike fand 1938 einen einfacheren Beweis. Der Satz von van Cittert und Zernike besagt, dass die wechselseitige Kohärenzfunktion (MCF, komplexer Kohärenzgrad) einer entfernten thermischen Lichtquelle gleich der (komplexen) Fouriertransformation ihrer Intensität ist. Nach ihm ist auch die Van-Cittert-Dekonvolution benannt und er entwickelte einen Spektralapparat mit zwei Monochromatoren. Er veröffentlichte auch mit Leonard Ornstein, an dessen Labor in Utrecht er forschte.
Er war mit der Physikerin und Wissenschaftshistorikerin Johanna Geertruida van Cittert-Eymers (1903–1988) verheiratet, die 1955 seine Nachfolgerin als Direktorin des Universitätsmuseums in Utrecht wurde.
1921 war er einer der Gründer der Nederlandse Natuurkundige Vereniging.

## Schriften
- Descriptive catalogue of the collection of microscopes in charge of the Utrecht University Museum with an introductory historical survey of the resolving power of the microscope. Groningen, Noordhoff 1934
- Het Microscoop. Noorduijn, Gorinchem 1943
- Astrolabes, a critical description of the astrolabes, noctilabes, and quadrants in the care of the Utrecht University Museum. Leiden, E.J. Brill 1954